# USS Portsmouth (CL-102)
USS Portsmouth (CL–102) był amerykańskim lekkim krążownikiem typu Cleveland, trzecim okrętem US Navy noszącym tę nazwę. Stępkę okrętu położono w stoczni Newport News Shipbuilding and Dry Dock Company w Newport News 28 czerwca 1943. Okręt zwodowano 20 września 1944, matkami chrzestnymi był panie Marian M. Dale i Sarah B. Leigh. Okręt wszedł do służby 25 czerwca 1945, dowódcą został komandor Heber B. Brumbaugh.
Po dziewiczym rejsie w okolice Kuby, „Portsmouth” bazując w Norfolk, służył pod rozkazami Operational Development Force do wiosny 1946. W maju okręt wypłynął w podróż dobrej woli do Afryki i po odwiedzeniu Kapsztadu, Lagos, Freetown, Monrovii, Dakaru i Casablanki okręt wszedł na Morze Śródziemne. Po odwiedzeniu Neapolu i Palermo popłynął do USA. 25 listopada „Portsmouth” wypłynął ponownie w kierunku Morza Śródziemnego. Do Neapolu dotarł 7 grudnia, pod koniec miesiąca popłynął wzdłuż brzegu do Triestu i do lutego 1947 krążył po wodach Adriatyku. W następnym miesiącu wrócił na dwa tygodnie do Triestu i w kwietniu odpłynął do Stanów Zjednoczonych. W listopadzie ponownie okręt popłynął na wody Morza Śródziemnego. Na wschodnie wybrzeże USA wrócił 11 marca 1948 by odbyć przegląd w Bostonie. Po zakończeniu prac w stoczni okręt odbywał ćwiczenia na okolicznych wodach i wraz z członkami Naval Reserve pływał na Karaiby. 9 marca 1949 krążownik wszedł do Philadelphia Naval Shipyard w celu dezaktywacji. Okręt został wycofany ze służby 15 czerwca 1949 i został włączony do Atlantyckiej Floty Rezerwowej. Został skreślony z listy okrętów 15 stycznia 1971 i złomowany w 1974. Jego dwa główne silniki pozostają jako część kompleksu MARF w prototypie reaktora atomowego S7G w Ballston Spa.